# Это было в разведке
«Это было в разведке» — советский фильм о юном герое Великой Отечественной войны.

## Сюжет
Фильм создан по подлинным событиям из боевой биографии разведчика Александра Александровича Колесникова, разысканного писателем С. С. Смирновым в рамках его поиска неизвестных героев Великой Отечественной войны. Юный Саша, как и герой фильма Вася Колосов, вместе с другом сбежал на фронт. В марте 1943 года оба мальчишки вместо школьных уроков пошли на железную дорогу, чтобы отправиться на передовую. Им удалось забраться в товарный поезд, в вагон с прессованным сеном. «Казалось, всё складывается благополучно, но на одной из станций нас обнаружили и отправили обратно в Москву». На обратном пути, однако, Александр снова удрал на фронт — к отцу, служившему заместителем командира механизированного корпуса.
Герой фильма Вася, в отличие от прототипа, — сирота. В эшелоне мальчик знакомится с сержантом Егоровым, который, проявив участие к судьбе паренька, привозит его в танковую часть. Во избежание хлопот, связанных с появлением мальчугана, командир приказывает отправить Васю в тыл. Но тот сбегает от провожатых и помогает задержать сбитого немецкого лётчика. Получив медаль «За отвагу» за участие в поимке офицера люфтваффе, Василий становится своим для разведчиков. Впереди новые события: выполнение разведывательных заданий, плен и драматическое спасение, боевые награды и нашивки за ранения, очень серьёзные даже для взрослого воина.
Гвардии сержант Егоров давно потерял следы Васьки. Но однажды два офицера-лётчика, с которыми он случайно столкнулся в кузове попутного грузовика, узнают на бережно хранимой фотографии мальчишку, который «на днях» поставил в очень неудобное положение — ничуть того не желая, но, кстати, поделом — целое подразделение военно-транспортной авиации…

## В ролях
| Актёр                | Роль                      |
| -------------------- | ------------------------- |
| Виктор Жуков         | Вася Колосов              |
| Виктор Филиппов      | Егоров                    |
| Владимир Грамматиков | разведчик Марфутенко      |
| Валерий Малышев      | старший лейтенант Панов   |
| Сергей Пожарский     | лейтенант Головин         |
| Наталья Величко      | Ольга                     |
| Леонид Реутов        | Рахимов                   |
| Виктор Шахов         | Брусникин                 |
| Станислав Симонов    | Пирогов                   |
| Шавкат Газиев        | Бердиев                   |
| Виктор Задубровский  | Ковальчук                 |
| Валерий Кузьмин      | Брагин                    |
| Леонид Платонов      | Самсонов                  |
| Евгений Евстигнеев   | фотограф                  |
| Николай Волков       | подполковник              |
| Вадим Захарченко     | лётчик, старший лейтенант |
| Владимир Смирнов     | лётчик                    |
| Борис Юрченко        | эпизод                    |
| Виталий Копылов      | эпизод                    |

## Съёмочная группа
- Режиссёр: Мирский, Лев Соломонович
- Сценарист: Трунин, Вадим Васильевич
- Оператор: Гришин, Виталий Михайлович
- Художник-постановщик: Горелик, Марк Борисович
- Композитор: Афанасьев, Леонид Викторович
- Текст песен: Куксо, Леонид Георгиевич
- Звукорежиссёр: Керим Амиров
- Автор песни: Куксо, Леонид Георгиевич
- Исполнитель песни: Витя Максименко

## Факты
- Фильм поставлен на основе подлинных событий[источник не указан 20 дней]: прототип героя А. А. Колесников проживал в Москве. Его военные воспоминания легли в основу очерка Сергея Смирнова под названием «Сан Саныч»[1]. По этому сюжету кинодраматург Вадим Трунин создал в 1967 году сценарий фильма «Это было в разведке».
- Фильм посмотрели в советских кинотеатрах 24,2 млн зрителей.
- На лицензионном DVD (5 зона) фильм выпущен компанией «Grand Records».
- Фильм снимался в пригороде г. Калинина, через реку Тверца был построен макет моста, по нему пустили макет поезда и взорвали. С моста прыгал не каскадёр, а местный житель за 25 рублей.
- В фильме прозвучала получившая затем широкую популярность песня Леонида Афанасьева и Леонида Куксо «Соколёнок»[2].

## Технические данные
- Киноповесть, 9 частей, 2559 м.
- Кинопремьера в СССР: 14 мая 1969 года.